# Алімов Дмитро Антонович
Дмитро Антонович Алімов (нар. 7 листопада 1923 — пом., ?) — радянський футболіст і футбольний тренер, виступав на позиції нападника.

## Кар'єра гравця
З 1946 по 1948 рік виступав за челябінський клуб «Дзержинець». Сезони 1946 і 1947 років команда провела в другій групі, а в 1948 році розпочала виступи в першій групі. Однак пізніше «Дзержинець» і ще 15 команд були виключені з турніру. Команда завершила сезон у другій групі. У 1949 році Алімов перейшов у київське «Динамо», але в червні покинув клуб і пішов у харківський «Локомотив». Після цього виступав у тернопільському «Динамо», в якому й завершив кар'єру гравця.

## Кар'єра тренера
Тренерську діяльність розпочав одразу по завершенні кар'єри гравця. Тренував українські клуби «Зірка» (Кіровоград), «Дніпро» (Черкаси) та «Волинь» (Луцьк).